# Chester, Iowa
Chester är en ort i Howard County i Iowa. Vid 2020 års folkräkning hade Chester 139 invånare.